# Fredrik Berglund (läkare)
Fredrik Berglund, folkbokförd Frederick Berglund, född 9 juni 1924  i Boston i USA, är en svensk läkare och professor.
Fredrik Berglund är son till läkaren, professor Hilding Berglund och hans andra hustru Helene, ogift Pollak, samt tvillingbror till Erik Berglund och halvmorbror till bland andra ärkebiskopen K.G. Hammar. Efter akademiska studier blev han medicine licentiat i Stockholm 1950 varpå han verkade utomlands, som lärare vid University of Cincinnati College of Medicine 1951–1955 och var assisterande professor vid Boston University School of Medicine 1955–1957.
Efter vidare studier blev han medicine doktor och docent i farmakologi i Stockholm 1960 och hade forskartjänst i Stockholm och Göteborg 1960–1964. Han blev laborator i toxikologi vid statens institut för folkhälsan 1964, professor vid undersökningsavdelningen på Statens livsmedelsverk 1972, forskningschef KabiVitrum AB 1974 och chef för biverkningsenheten 1980–1989.
Han var ledamot av WHO Expert Advisory Panel on Food Additives 1970–1980 och Socialstyrelsens rådgivande expertgrupp för kvicksilver och amalgam från 1990. Han har författat skrifter i njurfysioiogi, njurfarmakologi, livsmedelstoxikologi och amalgam.
Fredrik Berglund var 1961–1980 gift med direktören Gunvor Klintsell (född 1936), dotter till ingenjören Georg Klintsell och Greta, ogift Svensson. Han har tre barn: Michael (född 1959), Lars (född 1962) och Magnus (född 1967).